# 南池袋公園
豊島区立南池袋公園（みなみいけぶくろこうえん）は、東京都豊島区南池袋にある区立の公園である。2009年に再整備や地下変電所設置工事のため一時閉鎖したが、2016年4月2日にリニューアルオープンした。Racines FARM to PARK というカフェも新たに園内で営業を始め、毎日多くの人が訪れている。
2017年度グッドデザイン賞、および照明学会照明デザイン最優秀賞、2018年日本造園学会賞、2020年JFMA賞優秀ファシリティマネジメント賞をそれぞれ受賞。

## 概要
西武池袋本店の前から護国寺方面に延びるグリーン大通り一体には、太平洋戦争前まで根津嘉一郎が所有する長さ600メートル、幅300メートルほどの雑木林が広がっており、所有者に因んで根津山と呼ばれていた。戦時中、根津山の一角には防空壕が掘られ、1945年4月の城北大空襲で池袋周辺は一面焦土と化すが、根津山には空襲で亡くなった人の仮埋葬地として、遺体が続々と運び込まれ、埋葬作業には根津山から道路一つ隔てたところにあった東京拘置所の囚人が動員された。
敗戦後の戦災復興土地区画整理事業の施行で、1946年に区内の寺院が現在の公園隣接地に移転。その後、根津山の雑木林も姿を消し、借埋葬されていた遺体も別の場所に本葬され、1951年11月、根津山跡地に雑司が谷公園の名称で開園するが、住居表示の変更に伴い、1966年に南池袋公園と改称した。
地下鉄有楽町線の開通時など区も折々に公園の再整備を行ったが、財政難となる中で老朽化が進み、噴水が壊れても修繕費用も出せない状況となると、ホームレスが住み着き、炊き出しも行われ、近隣の小学校が「あの公園に行っては駄目」と児童に通達するほどに環境は悪化していった。そんな折の2006年頃、東京電力から変電設備として公園の地下を貸して欲しいとの依願があり、区はそれを契機に公園の再整備に乗り出すことを決定する。当初は普通の公園として再整備を予定していたが、東日本大震災が発生した時、池袋駅から近いため近隣に帰宅困難者が溢れたことを踏まえ、防災の観点も入れつつ、また、近くに区役所新庁舎（としまエコミューゼタウン）が新設されることが決まると、公園の再整備も池袋駅東側の国際アートカルチャー構想の中に位置づける方針を定めた。

### リニューアルオープン
2009年にリニューアル工事に入るため閉鎖され、2015年4月の多目的広場などの一部開放を経て、2016年4月2日に全面リニューアルオープンした。リニューアルで公園中央に植え付けられた芝生は季節に合わせて夏向きの品種と冬向きの品種を交互に育てるため、一年中いつでも緑が広がっているほか、ソメイヨシノやヤマザクラなど約2500本の草木も植えられている。また親子連れが利用できるように小山を利用した滑り台、回転遊具なども設けられた。公園複合施設では、南池袋のビストロ「RACINES」が運営するカフェレストラン「Racines FARM to PARK」が営業するほか、帰宅困難者対策備蓄倉庫なども備えられた。
公園の維持管理費は、東京電力変電所と地下鉄有楽町線の地下占用料およびカフェレストラン事業者からの建物使用料で賄い、樹木の剪定などハード面は区が受け持つが、公園の具体的な利用方法やルールづくりは地域の関係者で作る「南池袋公園をよくする会」に任せる方式を取り入れた。

## かつての園内の様子
平穏な環境なので一般の利用に加え、ホームレスの利用も多かった。曜日を問わずホームレスや近隣のハローワークへの求職者等が集い、和気ある中将棋に興じていた。またボランティア団体や行政による炊き出しおよび医療健康相談などの社会福祉活動もしばしば開催されていた。なお、区は公園へのホームレスの「定住」を禁止しているため、日中に公園に通ってくることになるが、大きなトラブルもなく日常的に社会支援が行われている数少ない事例だった。